# Flavio Fusi
Flavio Fusi (Massa Marittima, 8 marzo 1950) è un giornalista italiano.
Per molti anni, dal 1983 al 2013, ha lavorato per il Tg3.

## Biografia
Nato a Massa Marittima nel 1950, figlio di Torquato Fusi ex senatore della Repubblica.
Volto storico del TG3, è stato inviato all'estero del telegiornale: in questa veste seguì tra l'altro la caduta del muro di Berlino. Nel 1994 fu lui ad annunciare in diretta, e quasi in lacrime, l'assassinio di Ilaria Alpi e Miran Hrovatin.
In seguito fu corrispondente Rai da New York e poi da Buenos Aires, con riferimento per l'intera America Latina.
È stato capo della redazione esteri del TG3, conduttore e inviato della RAI.

## Nella cultura di massa
Flavio Fusi compare come personaggio animato nel film d'animazione Somalia94 - Il caso Ilaria Alpi di Marco Giolo, edito da Dynit: nel film Fusi presta anche la voce al proprio personaggio.